# Fernando Andrade dos Santos
Fernando Andrade dos Santos (født 8. januar 1993) er en brasiliansk fodboldspiller.